# کارسینوم سلول نگینی

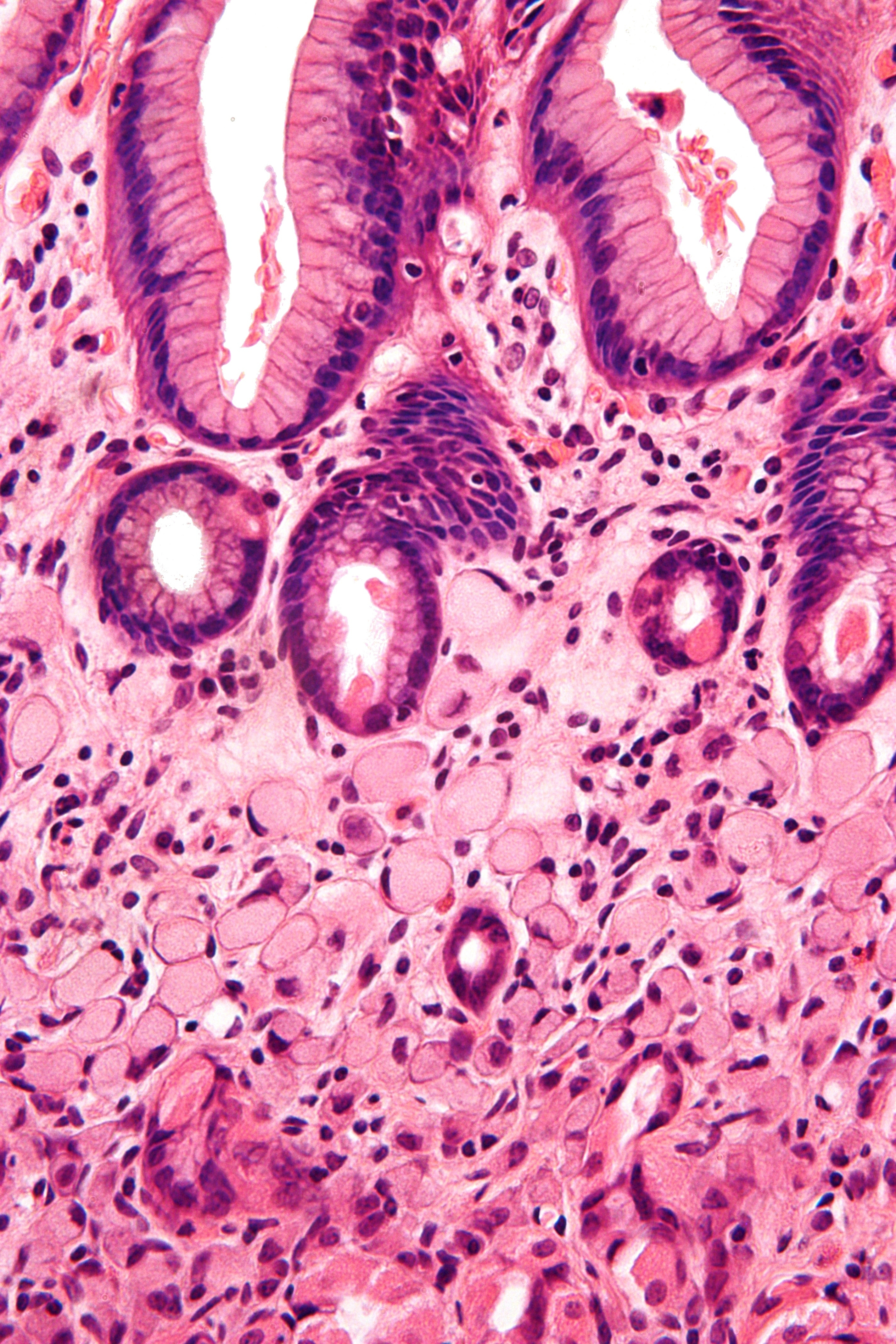
یک کارسینومای سلول نگینی معده. سلول‌های حلقه علامت در نیمه پایینی تصویر دیده می‌شوند. اپیتلیوم معده در نیمه بالایی تصویر دیده می‌شود. (با رنگ‌آمیزی هماتوکسیلین-ائوزین)

کارسینوم سلول نگینی (انگلیسی: Signet ring cell carcinoma) یا کارسینوم سلول نگین انگشتری نوعی آدنوکارسینوم به‌شدت بدخیم است که سلول‌هایش موسین می‌سازند. این سرطان نوعی بدخیمی بافت پوششی است که از نظر بافت‌شناسی شبیه به سلول‌های نگین انگشتری است.
نئوپلاسم اولیهٔ سلول نگینی بیشتر در سلول‌های غده‌ای بافت معده تشکیل می‌شود (در ۵۶ موارد در معده است) و به میزان کمتری در سرطان پستان، سرطان کیسه صفرا، سرطان مثانه و سرطان لوزالمعده هم دیده می‌شود. این سرطان معمولاً در ریه‌ها یافت نمی‌شود؛ اما تعدا بسیار اندکی از آنها در ریه هم گزارش شده است.
در مورد سرطان روده بزرگ، کارسینوم سلول نگینی تنها در ۱ درصد موارد دیده شده است. اگرچه میزان بروز و مرگ‌ومیر سرطان معده در بسیاری از کشورها طی ۵۰ سال گذشته کاهش یافته است، اما میزان بروز سرطان‌های سلول نگینی معده رو به افزایش بوده است.
کارسینوم سلول نگینی در صفحات سلولی خاصی رشد می‌کنند که باعث می‌شود تشخیص آن با استفاده از تکنیک‌های تصویربرداری استاندارد، مانند سی‌تی اسکن و برش‌نگاری با گسیل پوزیترون کمتر مقدور باشد.
برخی مواردِ کارسینوم سلول نگینی ارثی هستند و این موارد اغلب به دلیل جهش در ژن CDH1 ایجاد می‌شوند که گلیکوپروتئین چسبندگی سلولی مهمی به نام کادهرین ۱ را کُدگذاری می‌کند. جهش‌های سوماتیک ژن APC نیز در ایجاد کارسینوم‌های سلول نگینی معده دخالت دارند.
نقش سایر عوامل خطر در سرطان معده مانند مواد غذایی نگهداری‌شده با نمک، سیگار کشیدن، گاستریت خودایمنی در مورد کارسینوم سلول نگینی به خوبی مورد مطالعه و بررسی قرار نگرفته است.